# Condado de Guernsey
O Condado de Guernsey é um dos 88 condados do Estado americano de Ohio. A sede do condado é Cambridge, e sua maior cidade é Cambridge. O condado possui uma área de 1 368 km² (dos quais 17 km² estão cobertos por água), uma população de 40,792 habitantes, e uma densidade populacional de 30 hab/km² (segundo o censo nacional de 2000). O condado foi fundado em 1810.